# Choerodon anchorago
 Choerodon anchorago és una espècie de peix de la família dels làbrids i de l'ordre dels perciformes.

## Morfologia
Els mascles poden assolir els 38 cm de longitud total.

## Distribució geogràfica
Es troba des de Sri Lanka fins a la Polinèsia Francesa, les Illes Ryukyu i Nova Caledònia.